# Gijs Van Vaerenbergh
Gijs Van Vaerenbergh is de naam van de samenwerking van twee Belgische architecten/kunstenaars, Pieterjan Gijs en Arnout Van Vaerenbergh.
Beiden zijn in 1983 te Leuven geboren. Het architectencollectief bestaat sinds 2007. Het bijzondere is dat ze niet enkel architectonische opdrachten uitvoeren, maar ook kunstwerken vervaardigen die een beroep doen op architectuur, maar het niet zijn. De bedoeling is daarbij om de toeschouwer een vervreemdende beleving te laten ondergaan. Ze werken op het snijvlak van landschap, architectuur en beeldende kunst. De sculpturen willen niet louter een krachtig beeld op afstand bieden, maar ook de bezoeker uitnodigen er ook in stappen, "om te ervaren wat weidsheid is, of wat benauwt". Hun werken gaan over ruimte en dieptewerking, met een fascinatie voor zuilen, gewelven, koepels, poorten of werfmateriaal.
Hun eerste bekendste kunstwerk werd Reading between the lines te Borgloon (2011), dat refereert aan een dorpskerkje.
In 2013 werd het duo geselecteerd om het kunstwerk Torqued arch, een verdraaide boog, te ontwerpen die eind 2015 op de Mariaplaatsbrug aan de Catharijnesingel te Utrecht zou worden geplaatst. Het project werd echter nooit gerealiseerd.
In februari 2018 ontvingen ze bij de Ultimas - Vlaamse Cultuurprijzen de Ultima Vormgeving 2017.
De studio van Gijs Van Vaerenbergh is in het BAC ART LAB in Leuven gelegen.

## Projecten

### Permanente realisaties
- Reading between the lines te Borgloon uit 2011.
- Labyrinth, een stalen labyrinth in C-Mine te Genk gecreëerd in 2015[5] Ook hier werd de tijdelijke installatie een permanente opstelling.[6]
- Arcade, een 10 meter hoge bogenrij uit 2018 dwars op de Verkortingsdijk, de binnendijk van de Schelde vlak bij het Kasteel Wissekerke in Bazel, deelgemeente van Kruibeke.
- Study for a windmill, onderdeel van de tijdelijke openluchttentoonstelling De Blik van Bruegel - reconstructie van het landschap te Dilbeek (2019)[7] Hoewel voorzien voor een tijdelijke tentoonstelling, behield de gemeente Dilbeek het werk, en werd het een permanente installatie in het landschap.
- Slapende Reus (of A Giant Sculpture), laureaat van de Staalbouwwedstrijd 2020 en sinds voorjaar 2021 op de top van de 35 meter hoge zandduin Hoge Mouw in het Provinciaal Domein Hoge Mouw Kasterlee
- Colonnade, voor de editie 2021 van de Triënnale Brugge creëerde Gijs Van Vaerenbergh in het Baron Ruzettepark te Brugge de installatie Colonnade met de dimensies en het silhouet van een prieel of paviljoen, maar wie binnengaat bevindt zich ineens in een labyrint. Hoewel initieel het een tijdelijke installatie zou zijn voor de periode van de Triënnale, van mei tot oktober, werd in oktober 2021 besloten Colonnade in het park te behouden.[8]
- Eilandtuin (of Island Garden), in de Plantentuin Meise realiseerde Gijs Van Vaerenbergh in het najaar van 2022 de Eilandtuin, waarbij het eiland in de kasteelvijver van de waterburcht Kasteel van Bouchout werd omgevormd tot een grillig pad met bochten en doorsteken, stapstenen over watervlaktes, stijle oeverwanden en langzaam oplopende oevers in en romantische moerastuin.[9]
- Dwaaltuin (of Wandering Garden), is een project in aanleg in het park van het kasteel van Arenberg, ten noorden van het kasteel en de watermolen creëert Gijs Van Vaerenbergh een structuur in het kader van de feestelijkheden van 600 jaar KU Leuven in het voorjaar van 2025. De compositie van gekromde stalen rasters met een transparante structuur zal geleidelijk overgroeid worden door klimplanten tot dat een woud van klimplanten groeit en bloeit op het ritme van de seizoenen en het werk van een architecturale structuur is geëvolueerd naar natuur, van orde naar chaos, van staal naar hout.
- Clausura, een gepland project waarbij in 2026 een reconstructie gemaakt zou worden van de verdwenen gedeeltes in het hart van de 12e-eeuwse abdij van Herkenrode met kloostergangen en een 24 meter hoge kerk, die in 1826 afbrandde, gereconstrueerd wordt met een transparant raamwerk in cortenstaal. Toerisme Vlaanderen, in beheer van de erfgoedstichting Herita, zegt 5 miljoen euro toe voor de realisatie van dit project.[10]

### Tijdelijke installaties
Daarnaast heeft het collectief een aantal tijdelijke kunstwerken getoond, waarbij nogal eens gebruik wordt gemaakt van hoogwerkers, torenkranen en dergelijke:
- The Upside Dome, een tijdelijke, hangende koepelconstructie in de Sint-Michielskerk te Leuven (2010)[11]
- Framework, een installatie aan de Vaartkom te Leuven (2012)[12]
- Bridge, een tijdelijke voetgangersbrug  over het Kanaal Brussel-Charleroi, naar aanleiding van Festival Kanal Playground (2018)[13]
- Escher – Andere wereld , van 18 februari 2023 tot en met 10 september 2023 was het werk van Gijs Van Vaerenbergh samen met werken van Escher te zien in een tentoonstelling van Kunstmuseum Den Haag. "De wisselwerking tussen Eschers prenten en de ruimtelijke installaties van Gijs Van Vaerenbergh creëert zowel een unieke beleving als een uitdieping van Eschers werk."[14]

## Galerij

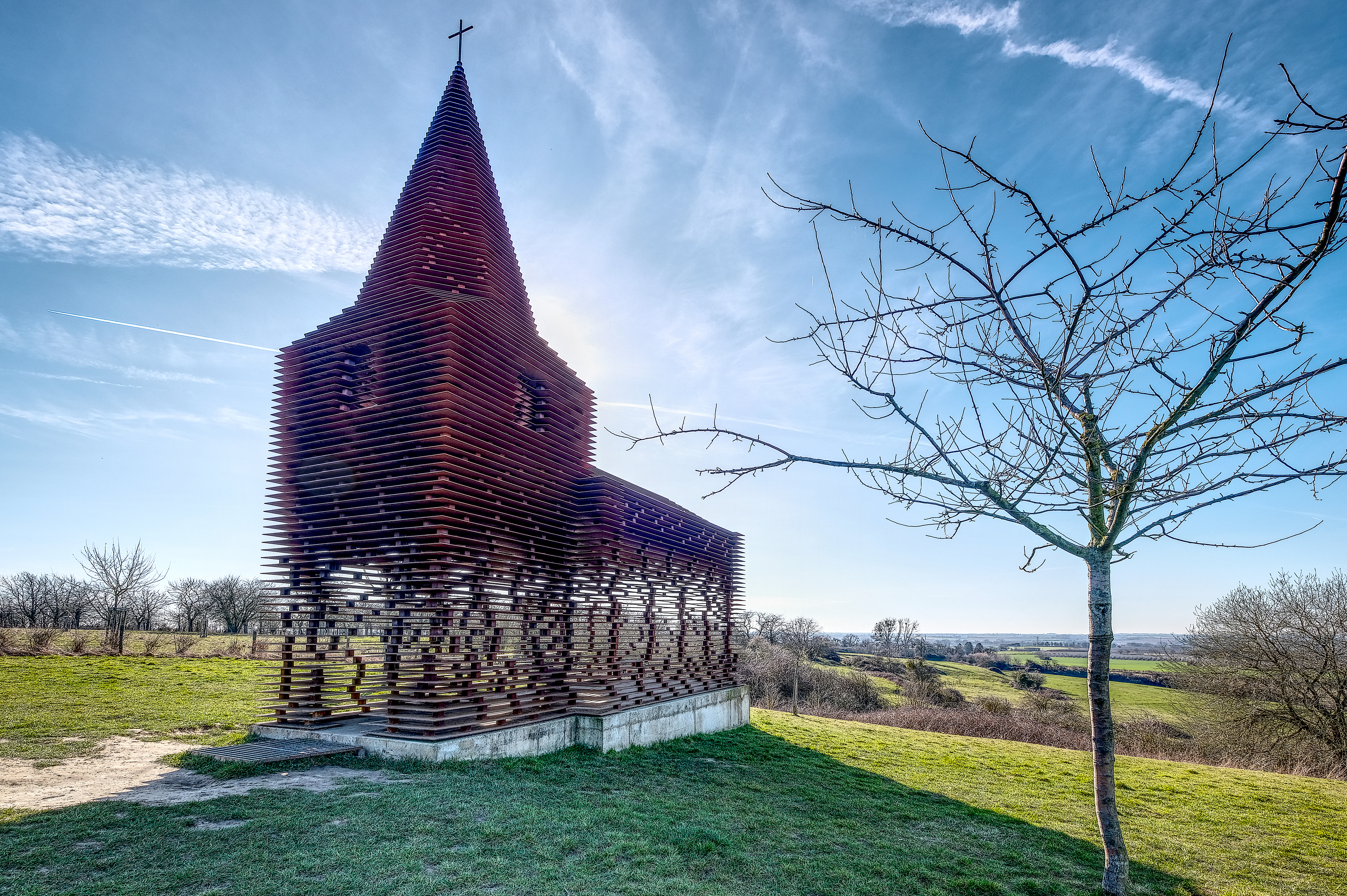
Reading between the lines (Borgloon, 2011)
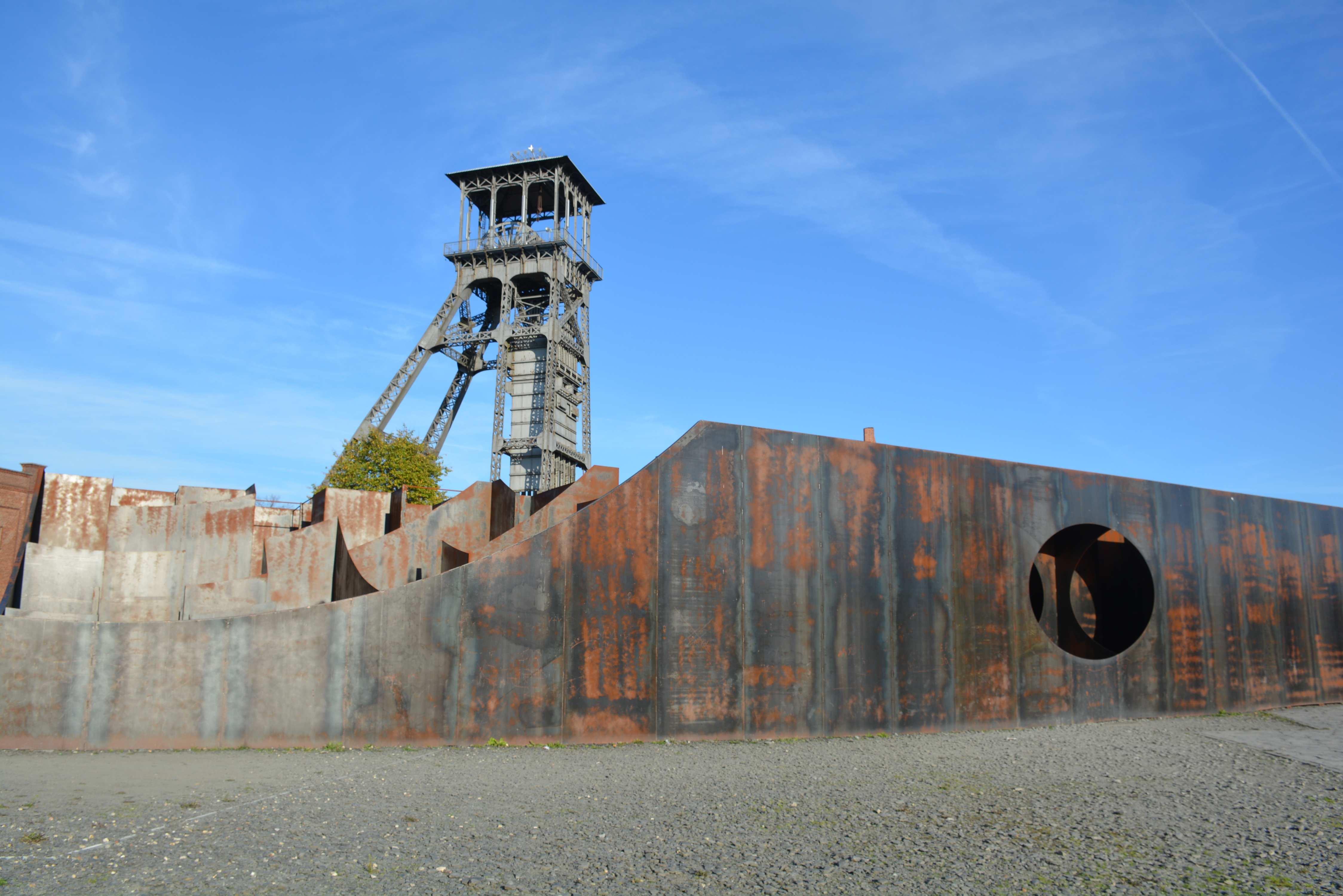
Labyrinth (Genk, 2015)
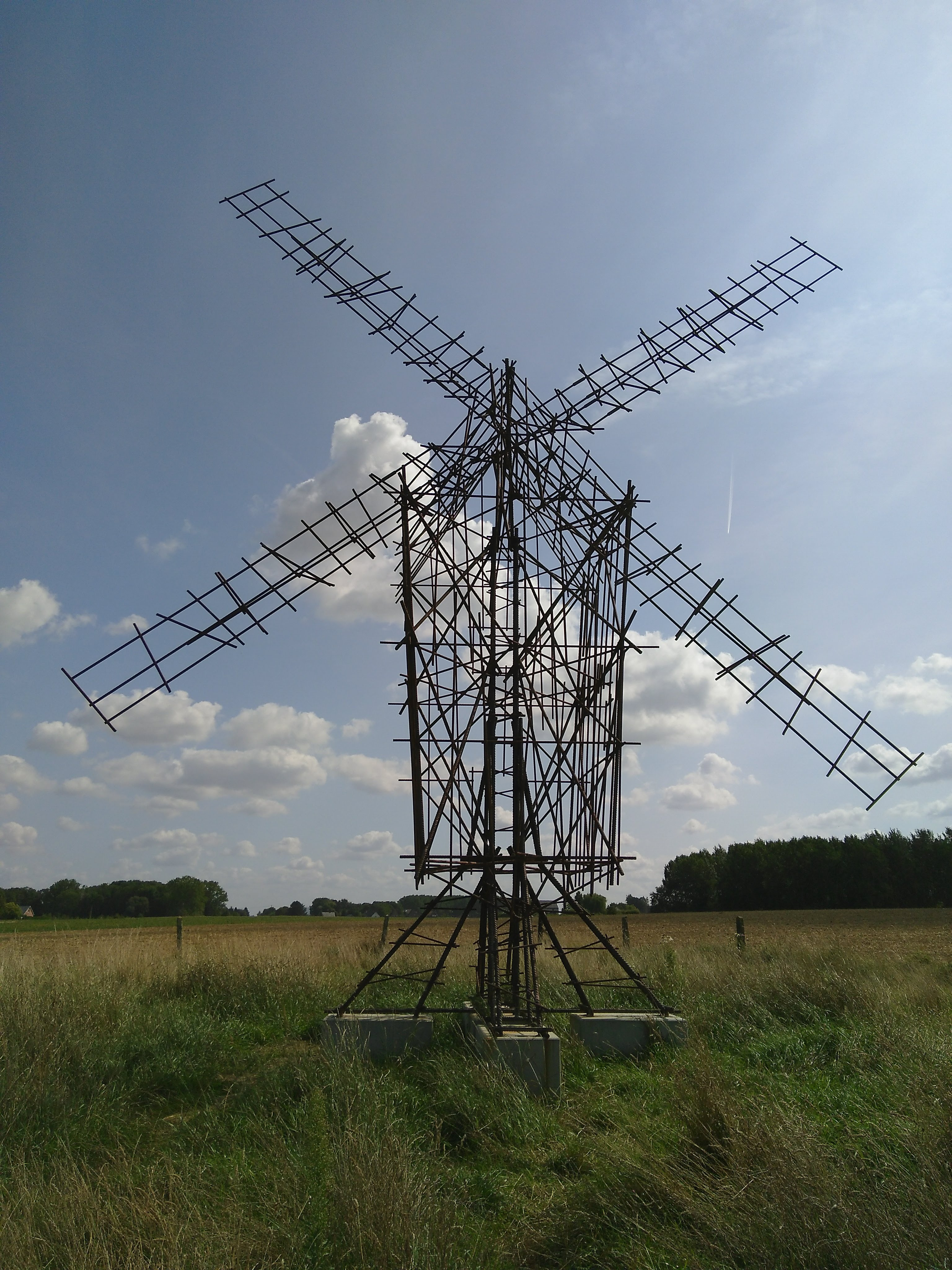
Study for a Windmill (Dilbeek, 2019)
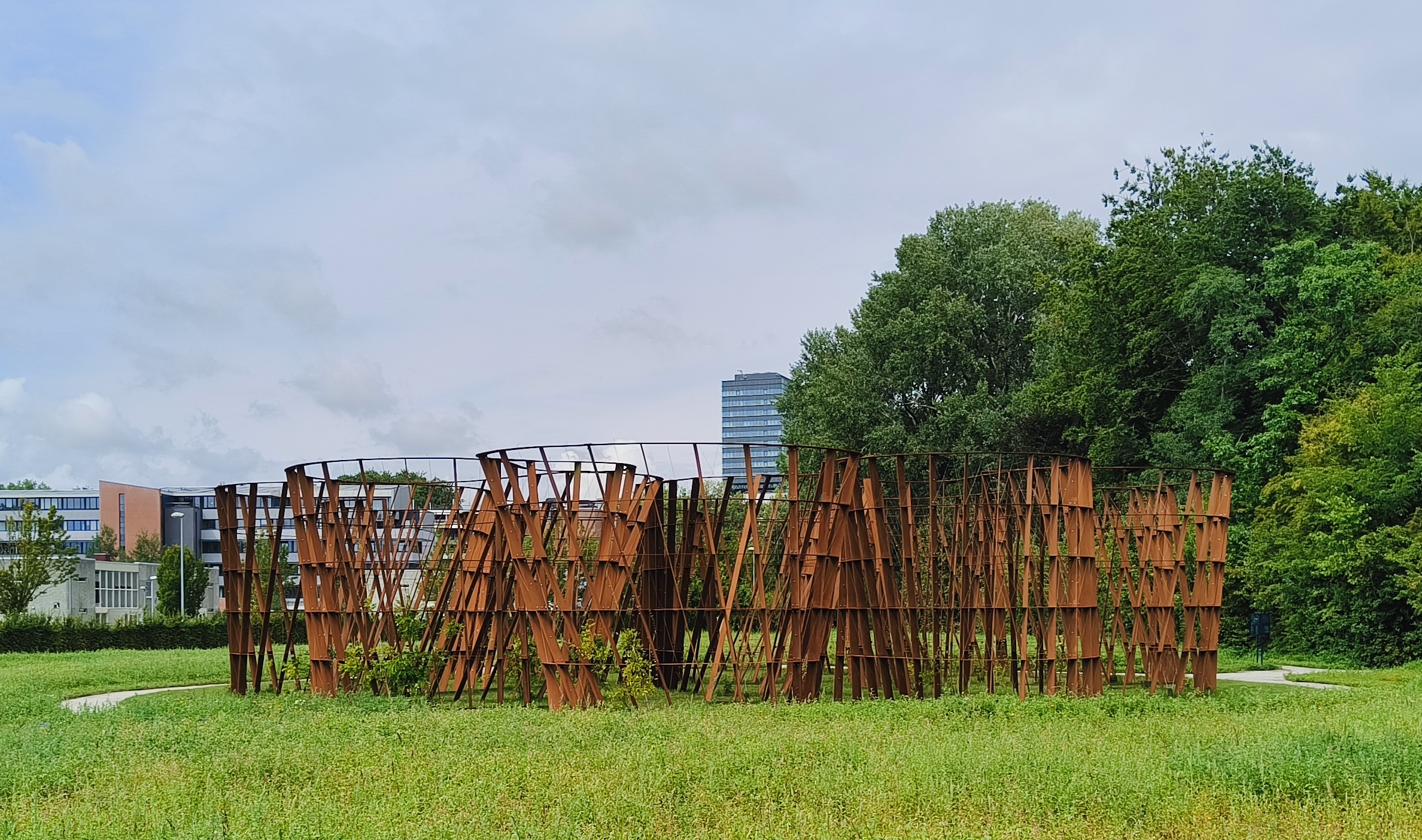
Wandering Garden (Kasteel van Arenberg, 2025)